# Tuulikki Jahre
Tuulikki Jahre, née le 11 août 1951 à Lieksa en Finlande, est une coureuse cycliste suédoise d'origine finlandaise.

## Palmarès
- 1973
  -  Championne de Suède sur route
- 1976
  -  Championne de Suède sur route
  -  Championne de Suède du contre-la-montre
- 1977
  -  Championne de Suède sur route
  -  Championne de Suède du contre-la-montre
- 1978
  - 2e du championnat de Suède du contre-la-montre
- 1979
  -  Championne de Suède du contre-la-montre
- 1980
  -  Championne de Suède du contre-la-montre
  - 2e du championnat du monde de cyclisme sur route
- 1981
  - 2e du championnat de Suède du contre-la-montre